# GLU
GLU (OpenGL Utility Library) é uma biblioteca de computação gráfica utilizada em conjunto com OpenGL.
Ela consiste de funções que utilizam os recurso de baixo nível da biblioteca OpenGL para prover rotinas de desenho de alto nível. Ela normalmente é distribuída junto com o pacote básico do OpenGL.
Entre as funcionalidades estão o mapeamento entre coordenadas de tela e coordenadas do mundo, geração de mipmaps de texturas, desenho de superfícies quadricas, NURBS, tesselation de primitivas poligonais, interpretação dos códigos de erros do OpenGL, diversas funções para facilitar a criação e manipulação de câmera virtuais geralmente de forma mais amigável do que as apresentadas nas funções de base do OpenGL. A biblioteca também provê a renderização automática de objetos tridimensionais como esferas, cilindros e discos.
As funções da biblioteca podem ser facilmente reconhecidas devido ao seu prefixo. Da mesma forma que as funções do OpenGL recebem o prefixo gl e as da GLUT o prefixo glut, as funções da GLU tem como prefixo glu.

## Ligações Externas
- (em inglês) Especificação da bibiloteca GLU